# Jelení loučky
Jelení loučky är ett berg i Tjeckien.   Det ligger i regionen Mähren-Schlesien, i den östra delen av landet, 200 km öster om huvudstaden Prag. Toppen på Jelení loučky är 1 205 meter över havet. Jelení loučky ingår i Hrubý Jeseník.
Terrängen runt Jelení loučky är huvudsakligen kuperad.Runt Jelení loučky är det ganska glesbefolkat, med 34 invånare per kvadratkilometer. Närmaste större samhälle är Vrbno pod Pradědem, 8,7 km öster om Jelení loučky. I omgivningarna runt Jelení loučky växer i huvudsak barrskog.